# Aeroport d'Eivissa
L'Aeroport d'Eivissa o Aeroport des Codolar pertany al terme municipal de Sant Josep de sa Talaia i es troba a 7,5 km del centre de la ciutat d'Eivissa.
Està situat a una altitud de 6 metres sobre el nivell de la mar. Disposa d'una pista d'aterratge de 2.800 metres amb orientació 06/24.
L'aeroport disposa d'una zona d'aparcament amb 502 places. Presenta condicions d'accessibilitat especials per a les persones amb mobilitat reduïda.

## Codis internacionals
- Codi IATA: IBZ
- Codi OACI: LEIB

## Aerolínies i destinacions
| Aerolínia                       | Destinació |
| ------------------------------- | --- |
| Air Europa                      | Barcelona, Bilbao, Madrid |
| Aer Lingus                      | Dublín [de temporada] |
| Blu-express                     | Roma-Fiumicino |
| Condor Airlines                 | Düsseldorf, Frankfurt, Hamburg, Múnic, Stuttgart [de temporada] |
| EasyJet                         | Belfast-International, Berlín-Schönefeld, Bilbao, Bristol, East Midlands, Ginebra, Glasgow-International, Liverpool, Londres-Gatwick, Londres-Luton, Londres-Stansted, Lió, Madrid, Milà-Malpensa, Newcastle, Paris-Charles de Gaulle [tots de temporada]                                                                 |
| Flyglobespan                    | Edimburg, Glasgow [tots de temporada] |
| Germanwings                     | Colònia/Bonn, Stuttgart [de temporada] |
| Iberia                          | Madrid |
| Iberia operat per Air Nostrum   | Alacant, Lisboa [de temporada], Madrid, Màlaga, Menorca, Palma, Paris-Orly, València |
| Jet2.com                        | Belfast-International, Blackpool, Edimburg, Leeds/Bradford, Manchester, Newcastle [tots de temporada] |
| Luxair                          | Luxemburg [de temporada] |
| Neos                            | Milà-Malpensa, Milà-Orio al Serio, Venècia-Treviso, Verona |
| Norwegian Air Shuttle           | Oslo-Gardermoen |
| Primera Air                     | Dublín |
| Ryanair                         | Bolonya [de temporada], East Midlands [de temporada], Girona [de temporada], Glasgow-Prestwick [de temporada], Leeds/Bradford [de temporada], Liverpool [de temporada], Londres-Stansted, Milà-Orio al Serio [de temporada], Pisa [de temporada], Roma-Ciampino [de temporada], Torí [de temporada], Weeze [de temporada] |
| Smart Wings                     | Praga [de temporada] |
| Sun d'Or International Airlines | Tel-Aviv [de temporada] |
| Thomas Cook Airlines            | Aberdeen, Belfast-International, Birmingham, Bristol, Cardiff, Doncaster/Sheffield, East Midlands, Glasgow-International, Leeds/Bradford, Londres-Gatwick, Londres-Luton, Londres-Stansted, Manchester, Newcastle [tots de temporada]                                                                                     |
| Thomson Airways                 | Belfast-International, Birmingham, Bournemouth, Bristol, Cardiff, Doncaster/Sheffield, Dublín, East Midlands, Edimburg, Exeter, Glasgow-International, Leeds/Bradford, Londres-Gatwick, Londres-Luton, Londres-Stansted, Manchester, Newcastle, Norwich [tots de temporada]                                               |
| Transavia.com                   | Amsterdam |
| Vueling Airlines                | Barcelona, Paris Charles de Gaulle, Madrid, València |

## Comunicacions

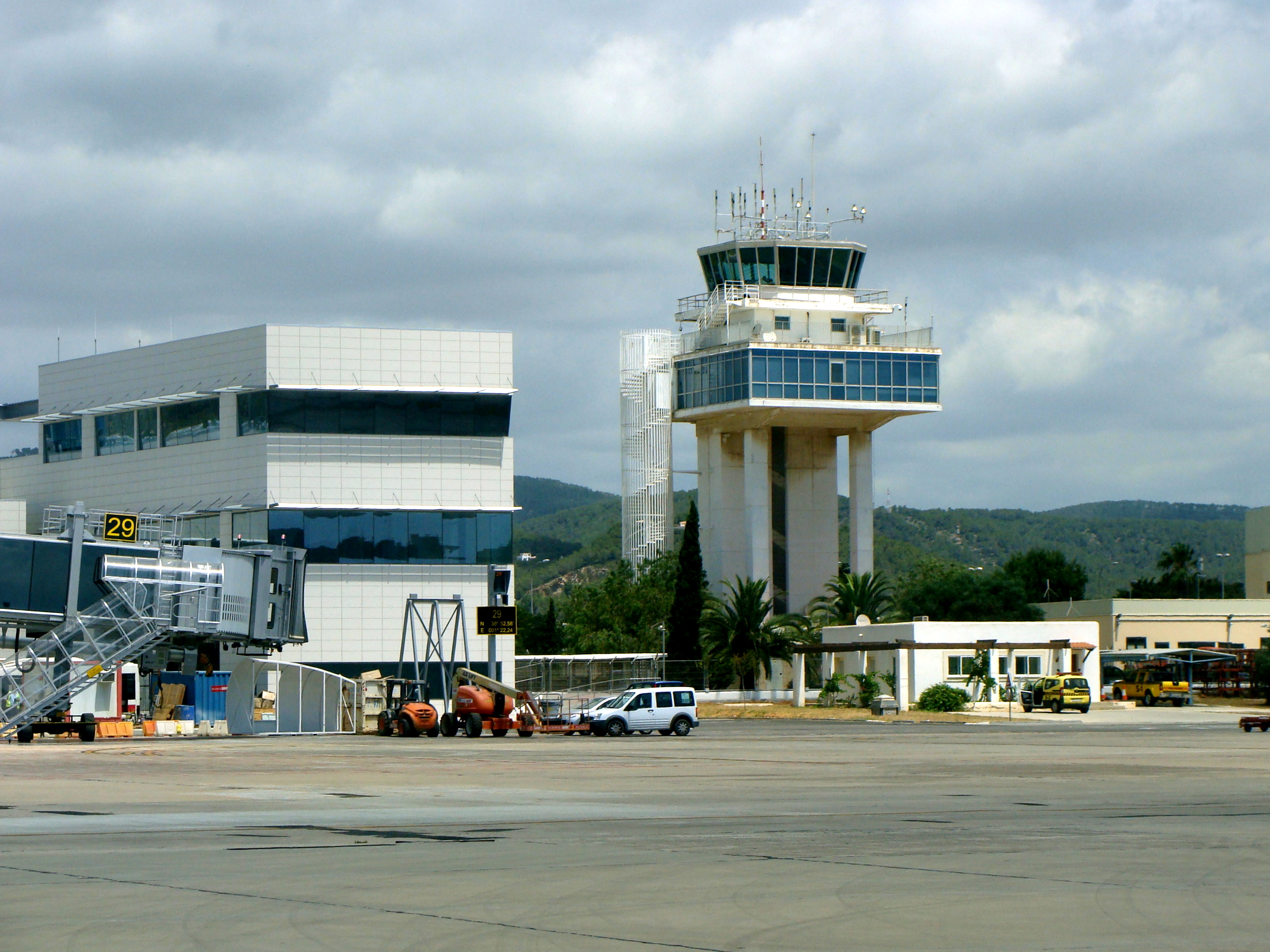
Torre de control

La principal artèria d'entrada i sortida de l'aeroport és la carretera PM-801.
Existeix una línia d'autobusos que uneix l'aeroport amb la capital, amb Santa Eulària des Riu i amb Sant Antoni de Portmany.

## Trànsit de passatgers
A la següent taula es mostra l'evolució del trànsit de passatgers:
|                                     |
| Actualitzat a 10 de juliol de 2017. |

|                            | Passatgers | Aeronaus | Càrrega (tones) |
| -------------------------- | ---------- | -------- | --------------- |
| 1997                       | 3,556,828  |          |                 |
| 1998                       | 3,780,181  |          |                 |
| 1999                       | 4,185,633  | 45,959   |                 |
| 2000                       | 4,475,708  | 52,544   | 4,985           |
| 2001                       | 4,472,279  | 52,079   | 4,531           |
| 2002                       | 4,094,446  | 48,344   | 4,426           |
| 2003                       | 4,157,291  | 47,990   | 4,232           |
| 2004                       | 4,171,580  | 48,798   | 4,510           |
| 2005                       | 4,164,703  | 49,603   | 4,350           |
| 2006                       | 4,460,141  | 54,146   | 4,427           |
| 2007                       | 4,765,625  | 57,855   | 4,308           |
| 2008                       | 4,647,487  | 57,235   | 3,928           |
| 2009                       | 4,572,819  | 53,552   | 3,143           |
| 2010                       | 5,040,800  | 56,988   | 3,196           |
| 2011                       | 5,643,180  | 61,768   | 2,755           |
| Font: estadístiques d'AENA |            |          |                 |

## Energia
L'aeroport té la seva pròpia central elèctrica que transforma una línia d'alta tensió en baixa tensió per la seva distribució a tot l'aeroport.

## Curiositats
- Durant l'any 2006 va rebre avions privats procedents d'aeroports com el de Malabo, a Guinea Equatorial; Lima, al Perú, o Teterboro, l'aeroport privat de Nova York.
- L'Exèrcit espanyol va efectuar durant 2006 aproximadament 200 aterratges a l'aeroport d'Eivissa. Exèrcits com el canadenc o el suís també l'utilitzaren.
- Air Nostrum, amb 11.300 operacions d'arribades i sortides, fou la companyia aèria amb major moviment durant l'any 2006.